# Curling-Juniorenweltmeisterschaft 2019
Die Curling-Juniorenweltmeisterschaft 2019 (englisch offiziell: World Junior Curling Championships 2019) fand vom 16. bis 23. Februar in Liverpool (Nova Scotia), Kanada, statt. Gespielt wurde im Queens Place Emera Centre.
Bei den Männern besiegte im Finale Kanada die Schweizer Mannschaft. Bronze holte Schottland gegen Norwegen.
Bei den Frauen holte Russland Gold gegen Kanada. Bronze sicherten sich die Schweizerinnen im Duell mit China.